# Erythroxylum anguifugum
Erythroxylum anguifugum es una especie de planta fanerógama perteneciente a la familia Erythroxylaceae. Se distribuye en Bolivia, Brasil, Paraguay y Perú. En Brasil es conocida como fruta-de-pomba (fruta de paloma).

## Descripción
E. anguifugum es un arbusto o árbol pequeño de hasta 5 m de altura. Las ramas se encuentran comprimidas en el ápice. La corteza es de color parda, densamente verrugosa y de lenticelas alargadas.

## Distribución
Es una especie originaria de Sudamérica, presente en Brasil, Paraguay, Bolivia y, probablemente, Perú. En Brasil ocurre en los estados de Paraná, São Paulo, Minas Gerais, Goiás, Mato Grosso del Sur, Mato Grosso y Pará.

## Taxonomía
Erythroxylum anguifugum fue descrita por el botánico alemán Carl Friedrich Philipp von Martius y publicado en Flora 21(2, Beibl. 6): 84 en 1838.